# Capitólio Estadual da Pensilvânia
O Capitólio Estadual da Pensilvânia (em inglês: Pennsylvania State Capitol) é a sede do governo do estado da Pensilvânia. Localizado na capital, Harrisburg, foi projetado pelo arquiteto Joseph Miller Huston e constrúido entre 1902 e 1906, em um estilo Beaux-Arts com temas decorativos neorenascentistas. Foi incluído no Registro Nacional de Lugares Históricos, em	14 de setembro de 1977; declarado Marco Histórico Nacional, em 20 de Setembro de 2006; e Distrito Histórico Nacional, em 27 de Fevereiro de 2013.